# Serie A 1958 (hockey su pista)
La Serie A 1958 è stata la 35ª edizione (la 9ª a girone unico), del torneo di primo livello del campionato italiano di hockey su pista. La competizione ha avuto inizio il 26 aprile e si è conclusa il 27 settembre 1958.
Lo scudetto è stato conquistato dal Novara per l'undicesima volta nella sua storia.

## Stagione

### Novità
Nel 1958 la serie A vide ai nastri di partenza dieci club. Al torneo parteciparono: Amatori Modena, DLF Trieste, Lazio, Marzotto Valdagno, Monza, Novara, Pirelli, Pattinatori Pistoia, Triestina e la neopromossa Paglieri Alessandria.

### Formula
La formula del campionato fu la stessa della stagione precedente; la manifestazione fu organizzata con un girone all'italiana, con gare di andata e ritorno per un totale di 18 giornate: erano assegnati 2 punti per l'incontro vinto e un punto a testa per l'incontro pareggiato, mentre non ne era attribuito alcuno per la sconfitta. Al termine del campionato la prima squadra classificata venne proclamata campione d'Italia mentre la nona e la decima classificata retrocedettero in Serie B.

### Avvenimenti
Il campionato iniziò il 26 aprile 1958. Durante la prima parte del girone di andata il Monza, la Triestina e il Novara marciarono abbastanza compatte in testa alla classifica mentre era attardata l'Amatori Modena campione in carica. Dopo la settima giornata la Pattinatori Pistoia diede forfait definitivo e si ritirò dal campionato.
Al termine della fase di andata il Monza era primo in classifica con 14 punti a seguire il Novara con 13. Nel girone di ritorno invece prevalsero i piemontesi che alla decima giornata si issarono in cima al torneo contenendo il tentativo di ritorno del Monza. Gli azzurri si laurearono in questo modo per l'undicesima volta nella sua storia campione d'Italia, vincendo il torneo dopo sette anni dal precedente del 1950. A retrocedere in Serie B furono Paglieri Alessandria e Pattinatori Pistoia .
Ferruccio Panagini del Novara segnando 63 reti si confermò capocannoniere del torneo.

## Squadre partecipanti
| Club                 | Stag.    | Città         | Impianto                  | Stagione precedente              |
| -------------------- | -------- | ------------- | ------------------------- | -------------------------------- |
| Amatori Modena       | dettagli | Modena        | Pista del Rifugio Verde   | 1º in Serie A, campione d'Italia |
| DLF Trieste          | dettagli | Trieste       | Pista di Viale Miramare   | 8º in Serie A                    |
| Lazio                | n.d.     | Roma          | ?                         | 4º in Serie A                    |
| Marzotto Valdagno    | dettagli | Valdagno (VI) | Pista Cavalchina          | 6º in Serie A                    |
| Monza                | dettagli | Monza (MI)    | Pista di via Boccaccio    | 2º in Serie A                    |
| Novara               | dettagli | Novara        | Pista in viale Buonarroti | 3º in Serie A                    |
| Paglieri Alessandria | n.d.     | Alessandria   | ?                         | 1º in Serie B, promosso          |
| Pattinatori Pistoia  | n.d.     | Pistoia       | ?                         | 9º in Serie A                    |
| Pirelli              | n.d.     | Milano        | ?                         | 7º in Serie A                    |
| Triestina            | dettagli | Trieste       | Pista di Viale Miramare   | 5º in Serie A                    |

### Allenatori e primatisti
| Squadra              | Allenatore                          | Cannoniere              |
| -------------------- | ----------------------------------- | ----------------------- |
| Amatori Modena       |                                     |                         |
| DLF Trieste          |                                     |                         |
| Lazio                |                                     |                         |
| Marzotto Valdagno    |                                     |                         |
| Monza                |                                     |                         |
| Novara               | Giancarlo Gallarini e Angelo Grassi | Ferruccio Panagini (63) |
| Paglieri Alessandria |                                     |                         |
| Pattinatori Pistoia  |                                     |                         |
| Pirelli              |                                     |                         |
| Triestina            | Mario Cergol                        |                         |

## Classifica finale
|  | Pos.    | Squadra              | Pt       | G  | V  | N | P  | GF  | GS  | DR   |
|  | ------- | -------------------- | -------- | -- | -- | - | -- | --- | --- | ---- |
|  | 1.      | Novara               | 26       | 16 | 12 | 2 | 2  | 125 | 40  | +85  |
|  | 2.      | Monza                | 23       | 16 | 10 | 3 | 3  | 95  | 56  | +39  |
|  | 3.      | Amatori Modena       | 18       | 16 | 8  | 2 | 6  | 83  | 58  | +25  |
|  | 4.      | Marzotto Valdagno    | 18       | 16 | 8  | 2 | 6  | 70  | 72  | -2   |
|  | 5.      | Triestina            | 17       | 16 | 8  | 1 | 7  | 57  | 47  | +10  |
|  | 6.      | Lazio                | 16       | 16 | 8  | 0 | 8  | 94  | 92  | +2   |
|  | 7.      | DLF Trieste          | 11       | 16 | 5  | 1 | 10 | 61  | 108 | -47  |
|  | 8.      | Pirelli              | 9        | 16 | 4  | 1 | 11 | 78  | 89  | -11  |
|  | 9.      | Paglieri Alessandria | 6        | 16 | 3  | 0 | 13 | 45  | 146 | -101 |
|  | [ A 1 ] | Pattinatori Pistoia  | Ritirato |    |    |   |    |     |     |      |

Legenda:
      Campione d'Italia.
      Retrocesso in Serie B.
Note:
Due punti a vittoria, uno a pareggio, zero a sconfitta.

## Risultati

### Tabellone
| 1959                | Ales | AmMo | DlfT | Lazi | MarV | Monz | Nova | PatP | Pire | Trie |
| ------------------- | ---- | ---- | ---- | ---- | ---- | ---- | ---- | ---- | ---- | ---- |
| Alessandria         | –––– | 2-6  | 5-3  | 6-14 | 2-5  | 2-10 | 1-15 | n.d. | 2-11 | 3-2  |
| Amatori Modena      | 13-1 | –––– | 11-1 | 6-5  | 4-5  | 3-3  | 4-1  | 12-1 | 6-3  | 8-1  |
| DLF Trieste         | 6-4  | 10-4 | –––– | 6-4  | 5-3  | 2-12 | 5-5  | n.d. | 8-6  | 0-5  |
| Lazio               | 8-3  | 11-4 | 6-5  | –––– | 2-3  | 7-9  | 5-7  | n.d. | 10-5 | 6-3  |
| Marzotto Valdagno   | 4-4  | 8-2  | 10-5 | 10-2 | –––– | 2-2  | 1-6  | n.d. | 8-5  | 3-2  |
| Monza               | 7-5  | 11-1 | 8-1  | 2-3  | 7-2  | –––– | 4-3  | n.d. | 6-5  | 5-5  |
| Novara              | 6-1  | 13-4 | 12-0 | 15-2 | 11-3 | 6-0  | –––– | 13-4 | 12-3 | 6-1  |
| Pattinatori Pistoia | n.d. | n.d. | 2-4  | 4-10 | n.d. | 3-9  | n.d. | –––– | n.d. | 1-7  |
| Pirelli             | 2-4  | 5-6  | 9-3  | 4-6  | 6-1  | 6-5  | 5-5  | 13-7 | –––– | 2-3  |
| Triestina           | 3-1  | 9-0  | 4-1  | 4-3  | 7-2  | 3-4  | 1-2  | 4-1  | n.d. | –––– |

### Calendario
| Andata (1ª) | Andata (1ª) | Prima giornata              | Ritorno (10ª) | Ritorno (10ª) |
|             |             |                             |               |               |
| 26 apr.     | 1-15        | Paglieri Alessandria-Novara | 4-13          | 26 lug.       |
| 26 apr.     | 6-4         | DLF Trieste-Amatori Modena  | 1-11          | 26 lug.       |
| 26 apr.     | 3-2         | Marzotto Valdagno-Triestina | 2-7           | 26 lug.       |
| 26 apr.     | 4-6         | Pirelli-Lazio               | 5-10          | 26 lug.       |
| 26 apr.     | 3-9         | Pattinatori Pistoia-Monza   | n.d.          | 26 lug.       |

| Andata (2ª) | Andata (2ª) | Seconda giornata                   | Ritorno (11ª) | Ritorno (11ª) |
|             |             |                                    |               |               |
| 3 mag.      | 12-1        | Amatori Modena-Pattinatori Pistoia | n.d.          | 2 ago.        |
| 3 mag.      | 6-5         | Lazio-DLF Trieste                  | 4-6           | 2 ago.        |
| 3 mag.      | 6-5         | Monza-Pirelli                      | 5-6           | 2 ago.        |
| 3 mag.      | 11-3        | Novara-Marzotto Valdagno           | 6-1           | 2 ago.        |
| 3 mag.      | 9-0         | Triestina-Paglieri Alessandria     | 2-3           | 2 ago.        |

| Andata (3ª) | Andata (3ª) | Terza giornata                      | Ritorno (12ª) | Ritorno (12ª) |
|             |             |                                     |               |               |
| 10 mag.     | 2-6         | Paglieri Alessandria-Amatori Modena | 1-13          | 16 ago.       |
| 10 mag.     | 10-2        | Marzotto Valdagno-Lazio             | 3-2           | 16 ago.       |
| 10 mag.     | 4-3         | Monza-Novara                        | 0-6           | 16 ago.       |
| 10 mag.     | 2-4         | Pattinatori Pistoia-DLF Trieste     | n.d.          | 16 ago.       |
| 10 mag.     | 4-1         | Triestina-Pirelli                   | 3-2           | 16 ago.       |

| Andata (4ª) | Andata (4ª) | Quarta giornata                  | Ritorno (13ª) | Ritorno (13ª) |
|             |             |                                  |               |               |
| 14 giu.     | 2-11        | Paglieri Alessandria-Pirelli     | 6-5           | 23 ago.       |
| 14 giu.     | 7-9         | Lazio-Monza                      | 3-2           | 23 ago.       |
| 14 giu.     | 4-4         | Marzotto Valdagno-Amatori Modena | 5-4           | 23 ago.       |
| 14 giu.     | 13-4        | Novara-Pattinatori Pistoia       | n.d.          | 23 ago.       |
| 14 giu.     | 4-1         | Triestina-Ferroviario            | 5-0           | 23 ago.       |

| Andata (5ª) | Andata (5ª) | Quinta giornata                        | Ritorno (14ª) | Ritorno (14ª) |
|             |             |                                        |               |               |
| 21 giu.     | 6-3         | Amatori Modena-Pirelli                 | 4-2           | 30 ago.       |
| 21 giu.     | 5-5         | DLF Trieste-Novara                     | 0-12          | 30 ago.       |
| 21 giu.     | 8-2         | Marzotto Valdagno-Paglieri Alessandria | 5-2           | 30 ago.       |
| 21 giu.     | 5-5         | Monza-Triestina                        | 4-3           | 30 ago.       |
| 21 giu.     | 4-10        | Pattinatori Pistoia-Lazio              | n.d.          | 30 ago.       |

| Andata (6ª) | Andata (6ª) | Sesta giornata                | Ritorno (15ª) | Ritorno (15ª) |
|             |             |                               |               |               |
| 28 giu.     | 2-10        | Paglieri Alessandria-Monza    | 1-11          | 6 set.        |
| 28 giu.     | 10-5        | Marzotto Valdagno-DLF Trieste | 3-4           | 6 set.        |
| 28 giu.     | 6-1         | Novara-Amatori Modena         | 1-4           | 6 set.        |
| 28 giu.     | 13-7        | Pirelli-Pattinatori Pistoia   | n.d.          | 6 set.        |
| 28 giu.     | 4-3         | Triestina-Lazio               | 3-6           | 6 set.        |

| Andata (7ª) | Andata (7ª) | Settima giornata                 | Ritorno (16ª) | Ritorno (16ª) |
|             |             |                                  |               |               |
| 5 lug.      | 3-3         | Amatori Modena-Monza             | 5-7           | 13 set.       |
| 5 lug.      | 10-4        | DLF Trieste-Paglieri Alessandria | 3-5           | 13 set.       |
| 5 lug.      | 5-7         | Lazio-Novara                     | 2-15          | 13 set.       |
| 5 lug.      | 6-1         | Pirelli-Marzotto Valdagno        | 5-8           | 13 set.       |
| 5 lug.      | 1-7         | Pattinatori Pistoia-Triestina    | n.d.          | 13 set.       |

| Andata (8ª) | Andata (8ª) | Ottava giornata                       | Ritorno (17ª) | Ritorno (17ª) |
|             |             |                                       |               |               |
| 12 lug.     | 6-14        | Paglieri Alessandria-Lazio            | 4-11          | 20 set.       |
| 12 lug.     | n.d.        | Marzotto Valdagno-Pattinatori Pistoia | n.d.          | 20 set.       |
| 12 lug.     | 8-1         | Monza-DLF Trieste                     | 12-2          | 20 set.       |
| 12 lug.     | 12-3        | Novara-Pirelli                        | 5-5           | 20 set.       |
| 12 lug.     | 3-1         | Triestina-Amatori Modena              | 1-8           | 20 set.       |

| \| Andata (9ª) \| Andata (9ª) \| Nona giornata \| Ritorno (18ª) \| Ritorno (18ª) \| \| \| \| \| \| \| \| 19 lug. \| 8-6 \| DLF Trieste-Pirelli \| 3-9 \| 27 set. \| \| 19 lug. \| 8-3 \| Lazio-Amatori Modena \| 5-6 \| 27 set. \| \| 19 lug. \| 7-2 \| Monza-Marzotto Valdagno \| 2-2 \| 27 set. \| \| 19 lug. \| 6-1 \| Novara-Triestina \| 2-1 \| 27 set. \| \| 19 lug. \| n.d. \| Pattinatori Pistoia-Paglieri Alessandria \| n.d. \| 27 set. \| |             |                                          |               |               |
| Andata (9ª) | Andata (9ª) | Nona giornata                            | Ritorno (18ª) | Ritorno (18ª) |
| |             |                                          |               |               |
| 19 lug. | 8-6         | DLF Trieste-Pirelli                      | 3-9           | 27 set.       |
| 19 lug. | 8-3         | Lazio-Amatori Modena                     | 5-6           | 27 set.       |
| 19 lug. | 7-2         | Monza-Marzotto Valdagno                  | 2-2           | 27 set.       |
| 19 lug. | 6-1         | Novara-Triestina                         | 2-1           | 27 set.       |
| 19 lug. | n.d.        | Pattinatori Pistoia-Paglieri Alessandria | n.d.          | 27 set.       |

## Verdetti
| Verdetto               | Club                                     |
| ---------------------- | ---------------------------------------- |
| Campione d'Italia 1958 | Novara (11º titolo)                      |
| Retrocesse in Serie B  | Paglieri Alessandria Pattinatori Pistoia |

### Squadra campione
| N° | Naz.              | Ruolo | Sportivo            |  |  |  |
| -- | ----------------- | ----- | ------------------- |  |  |  |
| ?  | Italia (bandiera) | E     | Gianpietro Aina     |  |  |  |
| ?  | Italia (bandiera) | E     | Franco Cerrina      |  |  |  |
| ?  | Italia (bandiera) | E     | Giancarlo Gallarini |  |  |  |
| ?  | Italia (bandiera) | E     | Walter Monfrinotti  |  |  |  |
| ?  | Italia (bandiera) | E     | Sergio Nanotti      |  |  |  |
| ?  | Italia (bandiera) | E     | Ferruccio Panagini  |  |  |  |
| ?  | Italia (bandiera) | E     | Renzo Zaffinetti    |  |  |  |
| ?  | Italia (bandiera) | P     | Valentino Sacchi    |  |  |  |

- Allenatore:  Giancarlo Gallarini e  Angelo Grassi

## Statistiche del torneo

### Capoliste solitarie
|    | —— | —— | —— | —— | —— | ——    | ——    | ——    | ——     | ——     | ——     | ——     | ——     | ——     | ——     | ——     | ——     | —— |  |
|    |    |    |    |    |    | Monza | Monza | Monza | Novara | Novara | Novara | Novara | Novara | Novara | Novara | Novara | Novara |    |  |
|    |    |    |    |    |    |       |       |       |        |        |        |        |        |        |        |        |        |    |  |
|    |    |    |    |    |    |       |       |       |        |        |        |        |        |        |        |        |        |    |  |
| 1ª | 2ª | 3ª | 4ª | 5ª | 6ª | 7ª    | 8ª    | 9ª    | 10ª    | 11ª    | 12ª    | 13ª    | 14ª    | 15ª    | 16ª    | 17ª    | 18ª    |    |  |

### Classifica in divenire
|                      | 1ª | 2ª | 3ª | 4ª | 5ª | 6ª | 7ª | 8ª | 9ª | 10ª | 11ª | 12ª | 13ª | 14ª | 15ª | 16ª | 17ª | 18ª |
| -------------------- | -- | -- | -- | -- | -- | -- | -- | -- | -- | --- | --- | --- | --- | --- | --- | --- | --- | --- |
| Amatori Modena       | 0  | 0  | 2  | 3  | 5  | 5  | 6  | 6  | 6  | 8   | 8   | 10  | 10  | 12  | 14  | 14  | 16  | 18  |
| DLF Trieste          | 2  | 2  | 2  | 2  | 3  | 3  | 5  | 5  | 7  | 7   | 9   | 9   | 9   | 9   | 11  | 11  | 11  | 11  |
| Lazio                | 2  | 4  | 4  | 4  | 4  | 4  | 4  | 6  | 8  | 10  | 10  | 10  | 12  | 12  | 14  | 14  | 16  | 16  |
| Marzotto Valdagno    | 2  | 2  | 4  | 5  | 7  | 9  | 9  | 9  | 9  | 9   | 9   | 11  | 13  | 15  | 15  | 17  | 17  | 18  |
| Monza                | 0  | 2  | 4  | 6  | 7  | 9  | 10 | 12 | 14 | 14  | 14  | 14  | 14  | 16  | 18  | 20  | 22  | 23  |
| Novara               | 2  | 4  | 4  | 4  | 5  | 7  | 9  | 11 | 13 | 15  | 17  | 19  | 19  | 21  | 21  | 23  | 24  | 26  |
| Paglieri Alessandria | 0  | 0  | 0  | 0  | 0  | 0  | 0  | 0  | 0  | 0   | 2   | 2   | 4   | 4   | 4   | 6   | 6   | 6   |
| Pattinatori Pistoia  |    |    |    |    |    |    |    |    |    |     |     |     |     |     |     |     |     |     |
| Pirelli              | 0  | 0  | 0  | 2  | 2  | 2  | 4  | 4  | 4  | 4   | 6   | 6   | 6   | 6   | 6   | 6   | 7   | 9   |
| Triestina            | 0  | 2  | 4  | 6  | 7  | 9  | 9  | 11 | 11 | 13  | 13  | 15  | 17  | 17  | 17  | 17  | 17  | 17  |

### Record squadre
- Maggior numero di vittorie: Novara (12)
- Minor numero di vittorie: Paglieri Alessandria (3)
- Maggior numero di pareggi: Monza (3)
- Minor numero di pareggi: Lazio (0)
- Maggior numero di sconfitte: Paglieri Alessandria (13)
- Minor numero di sconfitte: Novara (2)
- Miglior attacco: Novara (125 reti realizzate)
- Peggior attacco: Paglieri Alessandria (45 reti realizzate)
- Miglior difesa: Novara (40 reti subite)
- Peggior difesa: Paglieri Alessandria (146 reti subite)
- Miglior differenza reti: Novara (+85)
- Peggior differenza reti: Paglieri Alessandria (-101)

### Classifica cannonieri
| Gol |  |  | Giocatore          | Squadra |
| --- |  |  | ------------------ | ------- |
| 63  |  |  | Ferruccio Panagini | Novara  |